# Pauta Racing
Equipe que competiu na Copa Vicar de Stock Car Light em 2008 com os pilotos Rafael Daniel e Gustavo Sondermann, conquistando a terceira posição no campeonato entre equipes.
O piloto carioca Rafael Daniel conquistou o vice campeonato da Copa Vicar, ficando atrás apenas do campeão Fábio Carreira, da equipe RCM Motorsport.
Após reformulações ocorridas entre as temporadas 2008 e 2009 a equipe passou a se chamar DCM Motorsport.